# اکراس رئونیون
اکراس رئونیون (نام علمی: Threskiornis solitarius) نام یک گونه منقرض‌شده از سرده مرغ‌مقدسی است.